# Whitehorse (Yukon)
Whitehorse é a capital e maior cidade do território canadense de Yukon, e também a maior cidade do norte do Canadá. Foi incorporada em 1950 e está localizada no quilômetro 1426 (Milha Histórica 918) na Estrada do Alasca, no sul de Yukon. O centro de Whitehorse e as áreas de Riverdale ocupam ambas as margens do rio Yukon, que se origina na Colúmbia Britânica e desagua no Mar de Bering no Alasca. A cidade recebeu o nome da corredeira White Horse por sua semelhança com a crina de um cavalo branco, perto de Miles Canyon, antes do rio ser represado.
Devido à localização da cidade no Vale de Whitehorse e à relativa proximidade com o Oceano Pacífico, o clima é mais ameno do que nas comunidades comparáveis no norte canadense, como Yellowknife. Nessa latitude, os dias de inverno são curtos e os de verão têm cerca de 19 horas de luz solar. Whitehorse, conforme relatado pelo Guinness World Records, é a cidade com menos poluição atmosférica do mundo.
De acordo com o censo de 2016, a população da cidade era de 25 085. Isso representa aproximadamente 70 por cento de toda a população do território de Yukon.

## Clima
Como a maioria de Yukon, Whitehorse tem um seco clima sub-ártico ( Köppen clima classificação Dfc ). No entanto, por causa da localização da cidade no vale Whitehorse, o clima é mais ameno do que outras comunidades do norte comparado com Yellowknife . Nesta latitude dias de inverno são curtos e os dias de verão tem 20 horas de luz do dia. Whitehorse experimenta um temperatura média anual com máximas diárias de 20,5  ° C em julho e médias baixas diárias de -22 ° C em janeiro. A temperatura recorde foi de 34 ° C  em junho de 1969 e a menor foi de -52 ° C em janeiro de 1947. Whitehorse tem pouca precipitação, com uma queda de neve média anual de 145 centímetros  e a média de chuva de 163 mm.
De acordo com o Serviço Meteorológico do Canadá , Whitehorse tem a distinção de ser a cidade mais seca do Canadá, principalmente porque ele está na sombra da chuva das montanhas da costa .

## Transportes

### Ar
Whitehorse é servida pelo Aeroporto Internacional de Whitehorse Erik Nielsen e agendou serviço para Vancouver, Kelowna, Calgary, Edmonton, Dawson City, Old Crow, Inuvik, bem como Fairbanks no Alasca, e Frankfurt na Alemanha, durante os meses de verão. O aeroporto foi desenvolvido como parte do Staging Route do Noroeste em 1941-42 e tem duas longas pistas pavimentadas..

### Estradas
Whitehorse é fornecida por uma rede de auto-estradas, incluindo o internacional Alaska Highway que liga o Yukon com o Alasca , Colúmbia Britânica e Alberta.
Whitehorse tem sido descrito como "pérolas em um colar", com as suas subdivisões residenciais, industriais e de serviços localizados ao longo das principais vias que levam o tráfego dentro dos limites da cidade, com grandes lacunas de subdesenvolvido (muitas vezes acidentado) entre eles. A Alaska Highway é a estrada principal, com estradas de filiais atingindo subdivisões adicionais. Uma dessas estradas, assinado como "Highway 1A" e seguindo Two Mile Hill Road, 4th Avenue, 2nd Avenue, e Robert Service Way, é o principal acesso ao centro da cidade, Riverdale, e Zona Industrial da Marwell. Outras estradas filiais (Range Road, Hamilton Boulevard, Mayo Estradas ) acessa com facilidade pequenas áreas residenciais e recreativas.

### Água
O Rio Yukon é essencialmente navegável a partir de Whitehorse ao mar de Bering. Em 640 metros acima do nível do mar, o rio em Whitehorse é o ponto mais alto da Terra que pode ser alcançado por embarcações que navegam a partir do mar. Atualmente, há serviços de passageiros ou de carga que usam o rio em Whitehorse.

### Trilho
Whitehorse atualmente não tem nenhum ativo serviço ferroviaria. A cidade é alcançado pelas faixas do White Pass e Yukon Route , dos quais apenas uma pequena parte atualmente são mantidas para executar um pequeno serviço de bonde no verão. O último serviço regular para Whitehorse ocorreu em outubro de 1982. The White Pass Railway começaram serviços regulares de Skagway, Alasca para Carcross , 72 km ao sul de Whitehorse, na primavera de 2007, mas este foi interrompido por níveis de água elevados , em agosto de 2007.

## Turismo
O Museu MacBride encontra-se numa cabana construída com paus do ano 1967. Nele pode-se apreciar a história da região através da magnífica coleção de animais dissecados e fotografias sobre a construção do caminho de ferro, a estrada de Alaska e a época da febre do ouro do Klondike.
Dos primeiros exploradores e do homem indígena se oferecem retalhos de suas vidas no Museu da Igreja dos Paus. Outro museu interessante é o Museu do Transporte que apresenta uma exibição sobre o avião "Rainha do Yukon". Os documentos que recolhem a história da região conservam-se nos Arquivos do Yukon.

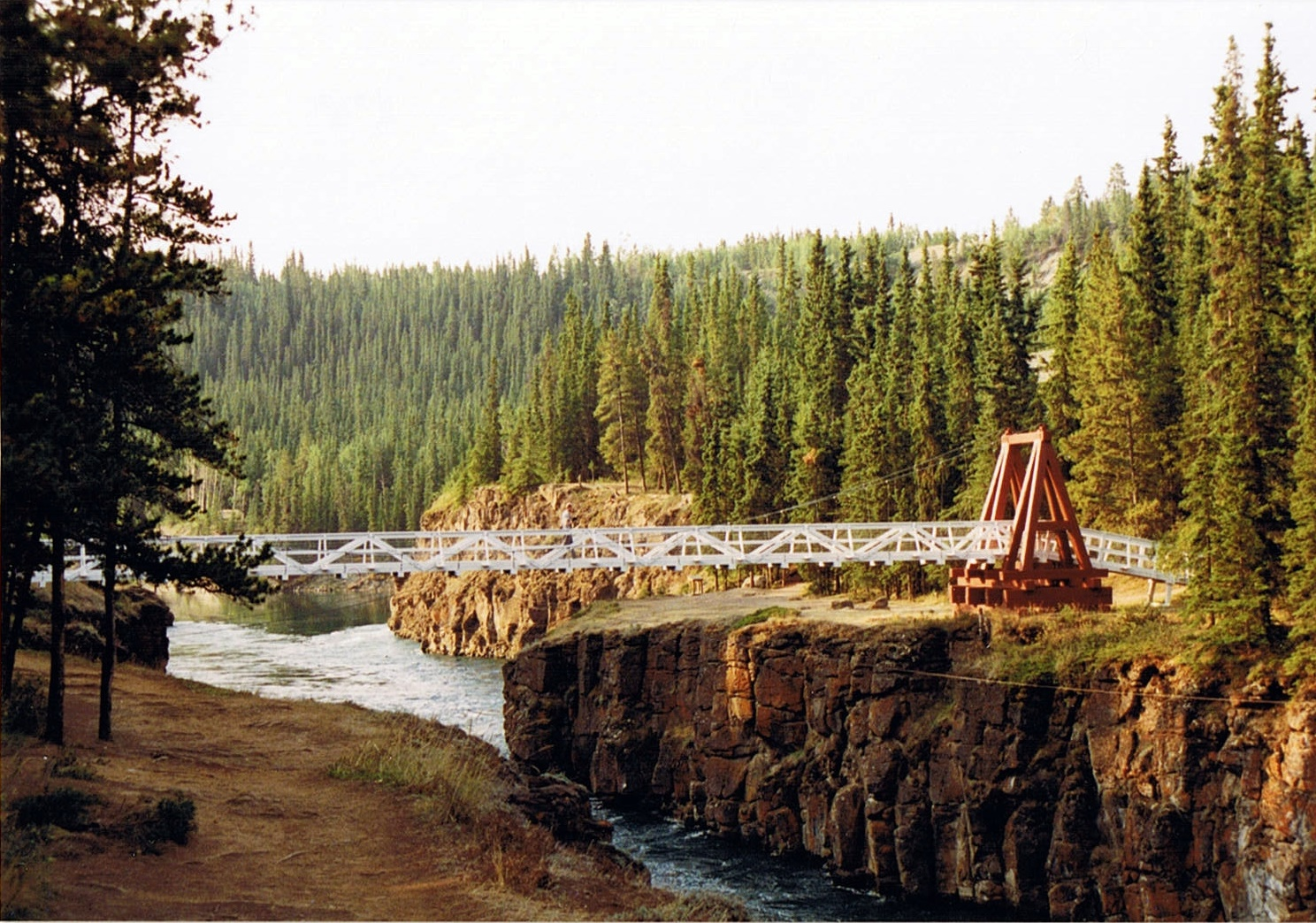
Canyon Miles

Aqui está um dos primeiros barcos a vapor com rodas de palheta à popa da história; trata-se do S.S. Klondike.
Actualmente é possível fazer a rota da febre do ouro pelo rio Yukon, abordando algum dos barcos como o M.V. Schwatka que realizam este trajecto desde Dawson até Whitehorse. Durante o percurso pode-se contemplar o Canyon Miles, impressionante pelos muros.
A Escada e Presa de Whitehorse é o lugar ideal para ver a migração do salmão chinook, dita a mais extensa do mundo. Esta escada permite aos salmões salvar a presa e seguir rio acima. para desfrutar das flores e andares de toda a região.

## Cidades Irmãs
- Juneau, Alasca
- Lancieux, França
- Ushiku, Japão
- Echuca, Austrália